# Mathias Wibault
Mathias Wibault (* 16. April 1985 in Bonneville) ist ein ehemaliger französischer Skilangläufer.

## Werdegang
Wibault nahm von 2004 bis 2015 vorwiegend am Skilanglauf-Alpencup teil. Dabei erreichte er sieben Podestplatzierungen und belegte in der Saison 2011 den siebten Rang in der Gesamtwertung. Sein Weltcupdebüt hatte er im Dezember 2008 in La Clusaz. Dort errang er im 30-km-Massenstartrennen den 41. Platz. Seine ersten Weltcuppunkte holte er im Dezember 2011 in Davos mit dem 15. Platz über 30 km Freistil. Dies war auch seine beste Platzierung in einem Weltcuprennen. Bei der Tour de Ski 2012/13 erreichte er den 37. Platz in der Gesamtwertung. Seine besten Platzierungen bei den nordischen Skiweltmeisterschaften 2013 im Val di Fiemme waren der 29. Platz über 15 km Freistil und den neunten Rang in der Staffel. Im Januar 2014 gewann er in Chamonix über 20 km Freistil sein erstes Rennen beim Alpencup. Einen Monat später siegte er in Cogne beim Marciagranparadiso über 45 km klassisch. Ab 2012 bis zu seinem Karriereende im Jahr 2016 startete er ebenfalls im Worldloppet Cup. Dabei siegte er 2014 beim Transjurassienne und belegte in der Saison 2015/16 den siebten Platz in der Gesamtwertung.

## Erfolge

### Siege bei Continental-Cup-Rennen
| Nr. | Datum           | Ort      | Disziplin      | Serie    |
| --- | --------------- | -------- | -------------- | -------- |
| 1.  | 12. Januar 2014 | Chamonix | 20 km Freistil | Alpencup |

### Siege bei Worldloppet-Cup-Rennen
Anmerkung: Vor der Saison 2015/16 hieß der Worldloppet Cup noch Marathon Cup.
| Nr. | Datum           | Ort     | Rennen           | Disziplin                  |
| --- | --------------- | ------- | ---------------- | -------------------------- |
| 1.  | 9. Februar 2014 | Lamoura | Transjurassienne | 76 km Freistil Massenstart |

## Platzierungen im Weltcup

### Weltcup-Statistik
Die Tabelle zeigt die erreichten Platzierungen im Einzelnen.
- 1.–3. Platz: Anzahl der Podiumsplatzierungen
- Top 10: Anzahl der Platzierungen unter den ersten zehn
- Punkteränge: Anzahl der Platzierungen innerhalb der Punkteränge
- Starts: Anzahl gelaufener Rennen in der jeweiligen Disziplin
- Hinweis: Bei den Distanzrennen erfolgt die Einordnung gemäß FIS.

| Platzierung         | Distanzrennen a | Distanzrennen a | Distanzrennen a | Distanzrennen a | Distanzrennen a | Skiathlon Verfolgung | Sprint | Etappen- rennen b | Gesamt | Team   | Team    |
| Platzierung         | ≤ 5 km          | ≤ 10 km         | ≤ 15 km         | ≤ 30 km         | > 30 km         | Skiathlon Verfolgung | Sprint | Etappen- rennen b | Gesamt | Sprint | Staffel |
| ------------------- | --------------- | --------------- | --------------- | --------------- | --------------- | -------------------- | ------ | ----------------- | ------ | ------ | ------- |
| 1. Platz            |                 |                 |                 |                 |                 |                      |        |                   |        |        |         |
| 2. Platz            |                 |                 |                 |                 |                 |                      |        |                   |        |        |         |
| 3. Platz            |                 |                 |                 |                 |                 |                      |        |                   |        |        |         |
| Top 10              |                 |                 |                 |                 |                 |                      |        |                   |        |        | 1       |
| Punkteränge         | 1               |                 | 2               | 1               |                 | 1                    |        |                   | 5      |        | 2       |
| Starts              | 5               | 2               | 12              | 4               |                 | 10                   | 7      | 3                 | 43     |        | 2       |
| Stand: Karriereende |                 |                 |                 |                 |                 |                      |        |                   |        |        |         |

### Weltcup-Gesamtplatzierungen
| Saison  | Gesamt | Gesamt | Distanz | Distanz |
| Saison  | Punkte | Platz  | Punkte  | Platz   |
| ------- | ------ | ------ | ------- | ------- |
| 2011/12 | 16     | 129.   | 16      | 79.     |
| 2012/13 | 10     | 145.   | 10      | 90.     |
| 2013/14 | 9      | 143.   | 9       | 89.     |
| 2014/15 | 1      | 159.   | 1       | 96.     |